# Baesweiler
Baesweiler (spreek uit: Baaswajler) is een stad in de Duitse deelstaat Noordrijn-Westfalen, gelegen in de Stadsregio Aken. De gemeente telt 27.319 inwoners (31 december 2020) op een oppervlakte van 27,77 km². Naburige steden zijn Geilenkirchen, Linnich, Aldenhoven, Alsdorf, Herzogenrath en Übach-Palenberg.

## Plaatsen in de gemeente Baesweiler
- Baesweiler (13.835 inw)
- Beggendorf (1697)
- Floverich (402)
- Loverich (1270)
- Oidtweiler (2724)
- Puffendorf (448)
- Setterich (7811)

## Afbeeldingen

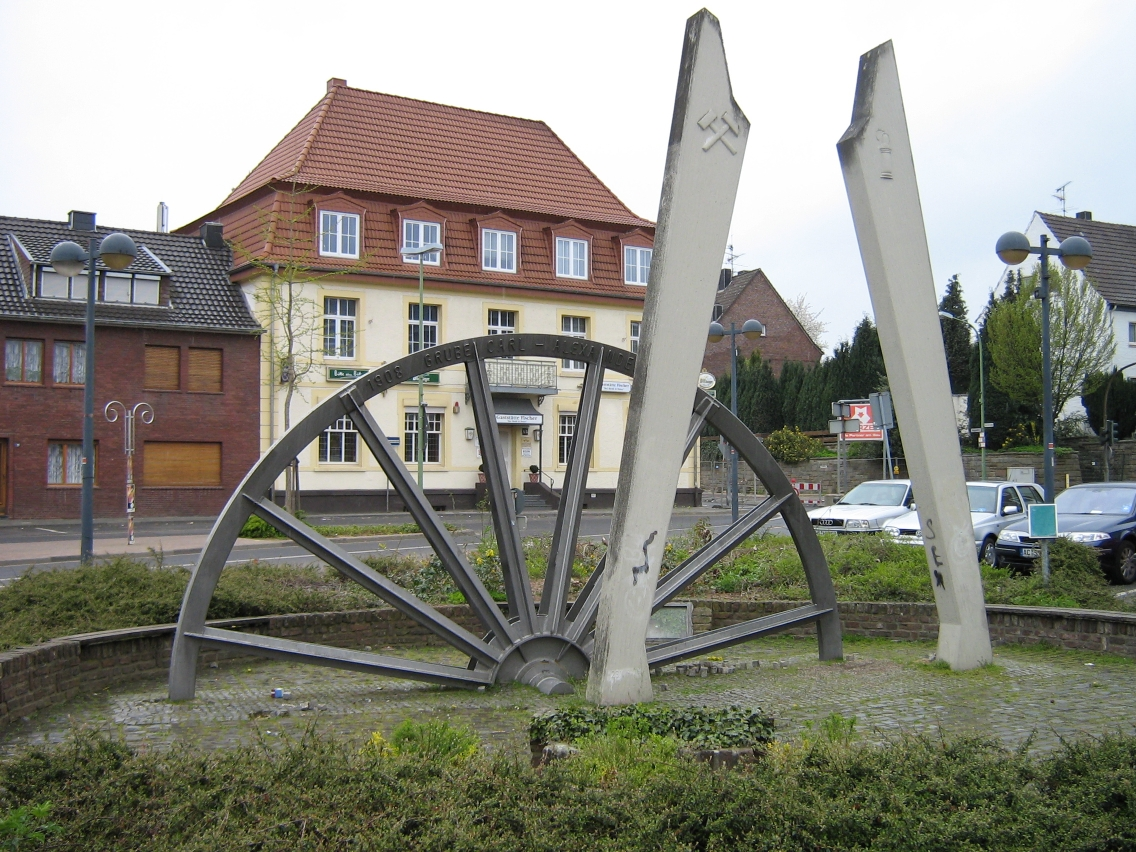
Reyplatz
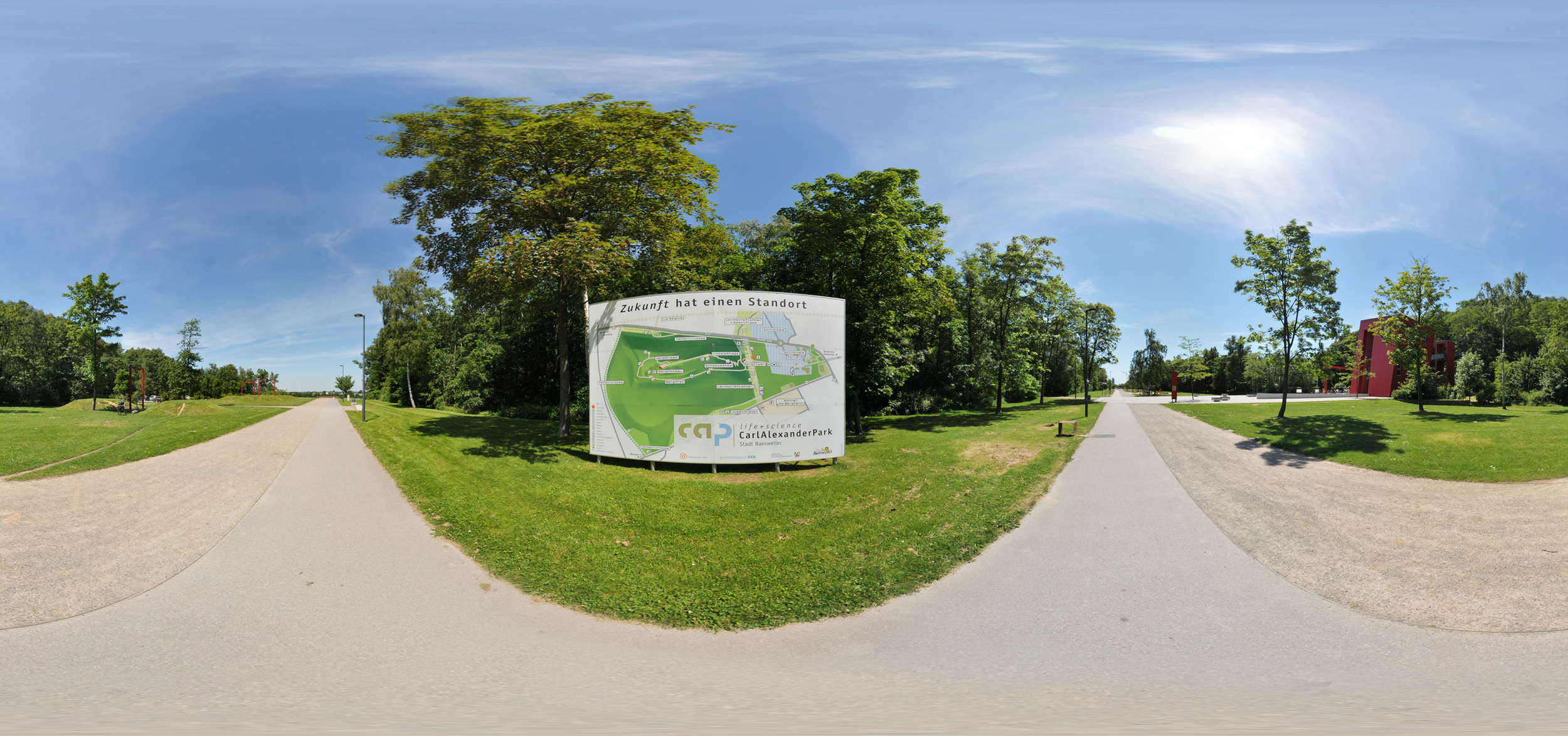
Carl-Alexander-Park
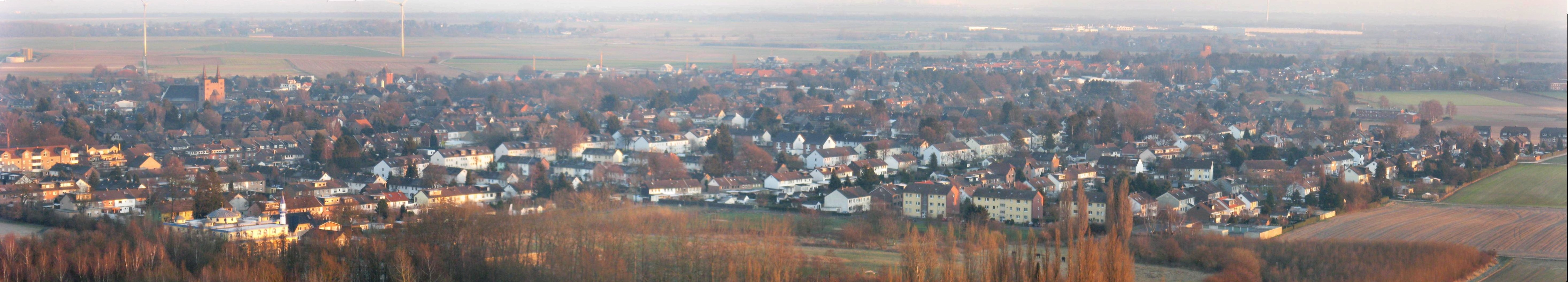
Gezicht op Baesweiler

Aken · Alsdorf · Baesweiler · Eschweiler · Herzogenrath · Monschau · Roetgen · Simmerath · Stolberg · Würselen